# 와일드카드 (스포츠)
와일드카드(wild card)는 정상 방식으로는 플레이오프에 진출을 못 했지만 특별한 방식으로 플레이오프에 진출하는 팀 또는 선수를 말한다. 그러므로 와일드카드에게는 한 경기를 더 치르거나 원정 경기를 치러야 하는 등의 불이익도 따르는 때가 있다. 또한 주최자가 자유로이 참가를 결정할 수도 있다.

## 야구

### 한국 프로 야구
1999년부터 2000년까지 양대 리그 제도가 도입되면서 한쪽 리그의 3위 팀이 다른 리그의 2위 팀보다 승률이 높은 때 와일드카드제의 일환으로 두 팀간의 준 플레이오프를 치렀다.
2015년부터는 4위팀과 5위팀간의 와일드카드 제도가 도입되었는데, 4위팀에게 1승이나 1무의 이점이 주어지고 5위팀이 준 플레이오프에 진출하기 위해서는 2경기를 모두 이겨야 한다는 조항이 적용된다. 즉 5위팀이 4위팀과의 경기에서 1패나 1무만 거두면 탈락한다. 또한 모든 와일드카드전 게임은 4위팀의 홈구장에서 펼쳐지게 된다.

### 메이저 리그
1994년 시즌부터는 서부, 중부, 동부의 3개 지구가 되어, 지구 우승을 하지 못한 팀들 중에서 가장 승률이 높은 구단에게 와일드 카드가 주어져 플레이오프에 참가하게 되었다. 이 때 각 와일드 카드 구단의 상대는 그 구단이 속한 지구를 제외한 지구 우승 팀 중 승률이 가장 높은 팀이었다. 2012년 시즌부터는 지구 우승을 하지 못한 팀들 중 가장 승률이 높은 두 팀에게 와일드 카드가 주어지고, 와일드 카드 팀끼리 한 경기의 플레이오프를 치른 뒤 1994년 이후와 비슷한 방식으로 진행한다. 와일드 카드 구단의 상대는 그 구단이 속한 지구를 포함한 지구 우승 팀 중 승률이 가장 높은 팀이다.

## 축구

### FIFA 월드컵
FIFA 월드컵에서 각 조 3위인 국가에게 특별히 16강에 진출할 수 있는 기회를 주기도 한다. 이는 각 조에는 네 나라씩 속하는데 1986년 FIFA 월드컵 전까지만 해도 하계 올림픽처럼 조별 리그까지는 한 조에 네 나라씩 들어가고 아무리 FIFA 월드컵에 참가한 국가가 적더라도 조 1, 2위만 2라운드에 진출하도록 되어있는데 당시엔 16강이 아닌 8강으로 경기를 했다. 그러다가 1986년 FIFA 월드컵에선 24개국으로 급격히 늘어나 조별리그에서 조 1, 2위로만 진출시켜 8강을 하기엔 너무 많은 국가라 16강으로 늘릴 수밖에 없었고 그렇다고 24개 국가 중에서 조 1, 2위로만 16강에 진출시킬 때에는 12개국밖에 안 되기 때문에 16강을 할 수 없어서 조 3위 중에서 가장 좋은 성적을 가진 4개 국가들도 16강에 진출시키는 제도가 있었으나 이는 1994년 FIFA 월드컵까지 있었다. 하지만 1998년 FIFA 월드컵부터는 32개국으로 더 늘어 조 1, 2위만으로도 16강이 될 수 있었기 때문에 이런 제도는 사라졌다.

### AFC 아시안컵
1996년 AFC 아시안컵과 2000년 AFC 아시안컵 12개국 이상으로 늘려 3위 국가 중 2개국으로 8강 진출하는 제도가 있다가 2004년 대회부터  2015년 AFC 아시안컵 대회까지 16개국으로 늘려서 폐지하다가 2015년 AFC 아시안컵 이후 24개국으로 늘려 8강이 아닌 16강 경기를 하는데 조 3위 국가 중 4개국이 16강 진출하는 것으로 변경되었다.

### UEFA 유럽 축구 선수권 대회
2016년 UEFA 유로컵부터 24개국으로 늘려 8강이 아닌 16강 경기를 하는데 조 3위 국가 중 4개국이 16강 진출하는 제도가 있다.

### 하계 올림픽
축구는 1932년 LA 올림픽을 제외하고는 1900년 하계 올림픽부터 꾸준히 올림픽 종목 중 하나로 채택되어 왔다. 1930년 제1회 월드컵이 열리기 전까지 사실상 올림픽은 가장 중요한 축구 대회로써 지위를 누려왔다. 하지만 순수 아마추어만이 참여할 수 있는 올림픽 축구는 월드컵보다 중요도가 하락한다. 1984년 하계 올림픽부터 프로 선수들이 참여할 수 있게 되었지만 여전히 FIFA는 월드컵의 가치를 유지하기 위해 올림픽에 참여할 수 있는 선수들을 만 23세 이하(U-23)로 제한하고 있다. 다만 본선에서는 아직까지 23세 연령 초과 선수를 팀당 3명까지 포함시킬 수 있다. 한편 여자 축구는 연령 제한이 없다.
FIFA에서는 Overage Player (연령 초과 선수)로 표기하지만 국내 언론에서는 주로 와일드카드라는 명칭을 사용한다.

### 아시안 게임
아시안 게임 축구에서도 2002년 아시안 게임부터 올림픽 축구와 동일하게 참여할 수 있는 선수들을 만 23세 이하(U-23)로 제한하고 본선에서만 23세 연령 초과 선수를 팀당 3명까지 포함시킬 수 있다.

## 미식축구
내셔널 풋볼 리그에서는 콘퍼런스별 4개 디비전 2위 팀 중 승률이 높은 2팀이 추가로 플레이오프에 진출하는 제도가 있다.